# Unió Popular Agrària Búlgara Aleksàndar Stamboliski
La Unió Popular Agrària Búlgara "Aleksàndar Stamboliski" (Bàlgarski Zemedelski Naroden Sajuz "Aleksàndar Stamboliski") és un partit polític agrari progressista de Bulgària fundat el 1993 com a escissió de la Unió Popular Agrària Búlgara. El seu cap és Spas Pantxev.
Forma part de la Coalició per Bulgària, una coalició política liderada pel Partit Socialista Búlgar. La coalició va obtenir a les eleccions legislatives búlgares de 2001 el 17,1% del vot popular i 48 escons dels 240 a l'Assemblea Nacional. A les eleccions legislatives de 25 de juny de 2005, va passar al 33,98% dels vots i a 80 escons parlamentaris, essent la força més votada i formà part de la coalició de govern. A les eleccions legislatives búlgares de 2009, però, va obtenir el 17,70% dels vots i 40 dels 240 escons.